# Пятково (Архангельская область)
Пятко́во — деревня в Холмогорском районе Архангельской области. Входит в состав Матигорского сельского поселения.
Пятково находится на левом берегу Северной Двины, напротив деревни Ичко́во. К северу от Пятково находится деревня Копачёво, к югу — деревня Голдобиха.
С 2004 года по 2015 год деревня входила в состав муниципального образования «Копачёвское».
Законом Архангельской области от 28 мая 2015 года № 290-17-ОЗ было упразднено муниципальное образование «Копачёвское», а деревня вошла в состав Матигорского сельского поселения.

## Население
| 2002 | 2010 | 2012 |
| ---- | ---- | ---- |
| 85   | ↗87  | ↗97  |

### Карты
- Пятково на карте Wikimapia